# دانیل پمبرتن
دانیل پمبرتن (انگلیسی: Daniel Pemberton؛ زادهٔ ۳ نوامبر ۱۹۷۷) آهنگساز و موسیقی‌دان اهل بریتانیا است.
از فیلم‌ها یا مجموعه‌های تلویزیونی که وی در آن‌ها نقش داشته‌است، می‌توان به ناپلئون، مشاور، استیو جابز، مردی از یو.ان.سی.ال.ای.، بیداری، خون، خشم کوبایی، از سرزمین ماه، طلا، شاه آرتور: افسانه شمشیر، مارک فلت: مردی که کاخ سفید را به خاک سیاه نشاند، تمام پول‌های جهان، هشت یار اوشن، مرد عنکبوتی: به درون دنیای عنکبوتی، دیروز، بروکلین بی‌مادر، پرندگان شکاری، انولا هولمز، آینه سیاه، برگزیت، تام کلنسی گوست ریکان سرباز آینده، بزرگ‌سیاره کوچک و بزرگ سیاره کوچک ۲ اشاره نمود.